# Corps législatif (Second Empire)
Pour les articles homonymes, voir Corps législatif.
Le Corps législatif sous la Deuxième République puis le Second Empire était une assemblée législative française instituée par la constitution du 14 janvier 1852. Ses membres étaient élus pour six ans au suffrage universel direct uninominal à deux tours. Des élections ont eu lieu en février 1852, en juin 1857, le 31 mai 1863 et en mai 1869.
Jusqu'en 1869, le président et les vice-présidents sont nommés en son sein par l'empereur Napoléon III et la session ordinaire est limitée à trois mois.
Face à un exécutif omnipotent — les ministres nommés par l'empereur ne dépendent que de lui —, le Corps législatif (la Chambre basse) partage des pouvoirs réduits avec le Conseil d'État, composé de fonctionnaires, ainsi que le Sénat, dont les membres sont nommés à vie.

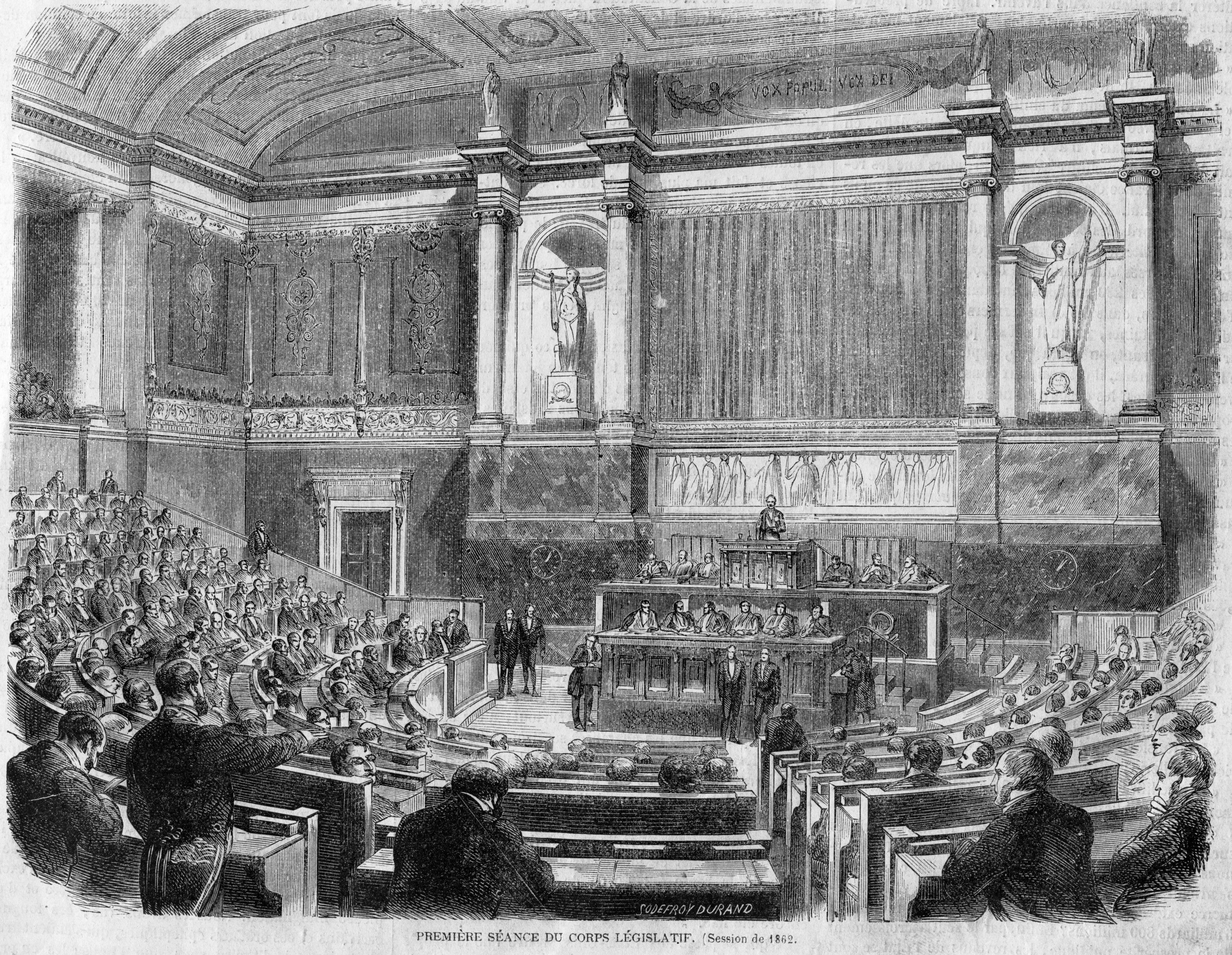
Première séance du Corps législatif, session de 1862, L'Illustration, février 1862.

## Majorités et présidence
|  | Législature | Élections | Composition | Présidence du Corps Législatif                                          |
|  | ----------- | --------- | --- | ----------------------------------------------------------------------- |
|  | I           | 1852      | Bonapartistes : 253 (96,9 %) Royalistes : 5 (1,9 %) Républicains : 3 (1,1 %) Total sièges : 261 | Adolphe Billault Charles Auguste, duc de Morny                          |
|  | II          | 1857      | Total sièges : 283 | Charles Auguste, duc de Morny                                           |
|  | III         | 1863      | Bonapartistes : 251 (88,7 %) Républicains : 17 (6 %) Royalistes : 15 (5,3 %) Total sièges : 283 | Charles Auguste, duc de Morny Comte Alexandre Walewski Eugène Schneider |
|  | IV          | 1869      | Bonapartistes libéraux : 120 (42,4 %) Bonapartistes autoritaires : 92 (32,5 %) Royalistes : 41 (14,5 %) Républicains : 30 (10,6 %) Total sièges : 283 Liste des députés de la IVe législature du Second Empire | Eugène Schneider                                                        |